# Huanghetitan liujiaxiaensis
 Huanghetitan liujiaxiaensis es una especie y tipo del género extinto Huanghetitan (“titan del Huáng Hé”) de dinosaurio saurópodo titanosauriano, que vivió a principios del período Cretácico, hace aproximadamente entre 125 a 113 millones de años, en el Aptiense, en lo que hoy es Asia. El nombre genérico hace referencia al Río Amarillo, que en chino es Huáng Hé. Huanghetitan liujiaxiaensis, fue descrita por You et al. en 2006. Es conocida por material fragmentario que incluye dos vértebras caudales, un sacro casi completo, partes de costillas, porciones del hombro izquierdo, encontrados en el este de los bajos de Lanzhou, grupo Hekou, en la provincia de Gansu en el año 2004. Es un titanosauriano basal que vivo en lo que es hoy Gansu, China. De mediano tamaño, se calcula que llegó a medir alrededor de los 15 metros de largo, siendo contemporáneo del iguanodóntido Lanzhousaurus.